# 八月のクリスマス
『八月のクリスマス』（はちがつのクリスマス、原題：8월의 크리스마스）は、1998年公開の韓国映画。

## 概要
ホ・ジノの初監督作品。ある静かな町で写真館を営む青年のユ・ジョンウォン（ハン・ソッキュ）と、駐車違反取締員のキム・タリム（シム・ウナ）の静かな愛の物語であり、「死」という重いテーマの中に優しく儚い「恋」を描いた悲恋物語。
2005年、日本で『8月のクリスマス』としてリメイクされている。

## ストーリー
不治の病で余命いくばくもなく、自分の死期が分かっていながら淡々と残りの人生を過ごしている男・ジョンウォン。彼の営む小さな写真館に、違法駐車取り締まり員の女性タリムが急ぎの現像を頼みに来店する。こうして出会った2人はおしゃべりを楽しむようになり、次第に心惹かれあっていくが…。

## キャスト
- ハン・ソッキュ - ユ・ジョンウォン (吹替：清水明彦[6])
- シム・ウナ - キム・タリム (吹替：冬馬由美[6])
- シン・グ - ジョンウォンの父 (吹替：峰恵研[6])
- オ・ジヘ - ジョンスク （ジョンウォンの妹） (吹替：吉田美保[6])
- イ・ハヌィ - チョルグ （ジョンウォンの友人） (吹替：田中正彦[6])
- チョン・ミソン - ジウォン （ジョンウォンの初恋の女性） (吹替：相沢恵子[6])

## スタッフ
- 監督：ホ・ジノ[1]
- 製作：チャ・スンジェ[1]
- 脚本：ホ・ジノ、オ・スンウク、シン・ドンファン[1]
- 撮影：ユ・ヨンギル[1]
- 美術：キム・ジンハン[1]
- 音楽：チョ・ソンウ[1]
- 編集：ハム・ソンウォン[1]
- 録音：キム・ボムス[1]

## 受賞とノミネート
| 年   | 賞名                                 | 部門                         | 選考対象         | 結果       |
| ---- | ------------------------------------ | ---------------------------- | ---------------- | ---------- |
| 1998 | 黄金撮影賞                           | 新人監督賞                   | ホ・ジノ         | 受賞       |
| 1998 | 韓国映画評論家協会賞                 | 作品賞                       | ホ・ジノ         | 受賞       |
| 1998 | 韓国映画評論家協会賞                 | 女優賞                       | シム・ウナ       | 受賞       |
| 1998 | 韓国映画評論家協会賞                 | 監督賞                       | ホ・ジノ         | 受賞       |
| 1998 | 韓国映画評論家協会賞                 | 撮影賞                       | ユ・ヨンギル     | 受賞       |
| 1998 | シカゴ国際映画祭                     | 新人監督賞                   | ホ・ジノ         | ノミネート |
| 1998 | Cine21                               | 年間最優秀作品賞             | 八月のクリスマス | ノミネート |
| 1998 | Cine21                               | 年間最優秀プロデューサー賞   | チャ・スンジェ   | 受賞       |
| 1998 | Cine21                               | 年間最優秀撮影賞             | ユ・ヨンギル     | 受賞       |
| 1998 | Cine21                               | 年間最優秀男優賞             | ハン・ソッキュ   | 受賞       |
| 1998 | Cine21                               | 年間最優秀女優賞             | シム・ウナ       | 受賞       |
| 1998 | 青龍映画賞                           | 作品賞                       | 八月のクリスマス | 受賞       |
| 1998 | 青龍映画賞                           | 主演男優賞                   | ハン・ソッキュ   | ノミネート |
| 1998 | 青龍映画賞                           | 主演女優賞                   | シム・ウナ       | 受賞       |
| 1998 | 青龍映画賞                           | 新人監督賞                   | ホ・ジノ         | 受賞       |
| 1998 | 青龍映画賞                           | 撮影賞                       | ユ・ヨンギル     | 受賞       |
| 1998 | ディレクターズカットアワード         | 最優秀監督賞                 | ホ・ジノ         | 受賞       |
| 1998 | ディレクターズカットアワード         | 最優秀男優賞                 | ハン・ソッキュ   | 受賞       |
| 1998 | バンクーバー国際映画祭               | 龍虎賞                       | ホ・ジノ         | 受賞       |
| 1998 | 釜山国際映画祭                       | FIPRESCI賞                   | ホ・ジノ         | 受賞       |
| 1998 | 百想芸術大賞                         | 作品賞                       | 八月のクリスマス | 受賞       |
| 1998 | 百想芸術大賞                         | 新人監督賞                   | ホ・ジノ         | 受賞       |
| 1998 | 百想芸術大賞                         | 主演女優賞                   | シム・ウナ       | 受賞       |
| 1998 | ヘント国際映画祭                     | FIPRESCI賞                   | ホ・ジノ         | 受賞       |
| 1999 | アジア映画評論家協会賞               | 作品賞                       | 八月のクリスマス | 受賞       |
| 1999 | アジア映画評論家協会賞               | 監督賞                       | ホ・ジノ         | ノミネート |
| 1999 | アジア映画評論家協会賞               | 男優賞                       | ハン・ソッキュ   | ノミネート |
| 1999 | アジア映画評論家協会賞               | 女優賞                       | シム・ウナ       | 受賞       |
| 1999 | アジア映画評論家協会賞               | 撮影賞                       | ユ・ヨンギル     | 受賞       |
| 1999 | アノネイ国際映画祭                   | 観客賞                       | ホ・ジノ         | 受賞       |
| 1999 | ヴェローナ映画祭                     | 作品賞                       | ホ・ジノ         | ノミネート |
| 1999 | シンガポール国際映画祭               | アジア未来映画賞             | ホ・ジノ         | ノミネート |
| 1999 | 大鐘賞                               | 作品賞                       | 八月のクリスマス | ノミネート |
| 1999 | 大鐘賞                               | 特別賞                       | 八月のクリスマス | 受賞       |
| 1999 | 大鐘賞                               | 監督賞                       | ホ・ジノ         | ノミネート |
| 1999 | 大鐘賞                               | 主演男優賞                   | ハン・ソッキュ   | ノミネート |
| 1999 | 大鐘賞                               | 助演男優賞                   | シン・グ         | ノミネート |
| 1999 | 大鐘賞                               | 脚本賞                       | オ・スンウク     | 受賞       |
| 1999 | 大鐘賞                               | 新人監督賞                   | ホ・ジノ         | 受賞       |
| 1999 | 大鐘賞                               | 撮影賞                       | ユ・ヨンギル     | ノミネート |
| 1999 | 大鐘賞                               | 照明賞                       | 八月のクリスマス | ノミネート |
| 1999 | 大鐘賞                               | 音楽賞                       | チョ・スンウ     | ノミネート |
| 1999 | 大鐘賞                               | 企画賞                       | チャ・スンジェ   | ノミネート |
| 1999 | 大鐘賞                               | 人気男優賞                   | ハン・ソッキュ   | 受賞       |
| 1999 | 大鐘賞                               | 人気男優賞                   | シム・ウナ       | 受賞       |
| 1999 | ゆうばり国際ファンタスティック映画祭 | ゆうばりファンタランド女王賞 | 八月のクリスマス | 受賞       |